# Miniphasma prima
Miniphasma prima är en insektsart som först beskrevs av Oliver Zompro 1999.  Miniphasma prima ingår i släktet Miniphasma och familjen Diapheromeridae. Inga underarter finns listade i Catalogue of Life.